# صالح الحسناوي
صالح مهدي مطلب الحسناوي (13 كانون الثاني/يناير 1960 - ) هو وزير الصحة العراقي في حكومة محمد شياع السوداني، شغل سابقاً هذا المنصب من عام 2007 - 2010، وعضو مجلس النواب العراقي من عام (2010-2018)، وهو أستاذ الطب النفسي وزميل الكلية الملكية البريطانية للصحة العامة. حاصل على شهادة البكالوريوس في القانون من كلية المأمون الجامعة عام 2014، وحاصل على شهادة الأستاذية في الطب النفسي عام 2014.

## حياته
ولد صالح الحسناوي في محافظة كربلاء، تخرج من كلية الطب جامعة بغداد عام 1984 وعمل طبيبا في مستشفى الكرامة التعليمي والطفل العربي في بغداد ثم انخرط بعدها في خدمة الجيش العراقي لمدة 5 سنوات. عمل بعد اكماله الخدمة العسكرية طبيبًا في محافظة كربلاء ثم اكمل دراسة الاختصاص في الطب النفسي في مدينة الطب ومستشفى ابن رشد في العاصمة بغداد. عمل بعد اكماله الخدمة العسكرية طبيبًا في محافظة كربلاء ثم اكمل دراسة الاختصاص في الطب النفسي في مدينة الطب ومستشفى ابن رشد في العاصمة بغداد. له عشرات المقالات والبحوث في المجلات العراقية والعالمية وراس عدة لجان في منظمة الصحة العالمية منها الملتقى الاستشاري لتطوير البحوث الصحية في اقليم المتوسط عام 2011.

## مناصب وعضوية
- عمل بعد حصوله على لقب الاختصاص كطبيب اختصاص في مستشفى الحسيني في كربلاء.
- اختير كنقيب لاطباء كربلاء عقب سقوط النظام عام 2003 وحتى عام 2004.
- اختير بعدها مديراً عاماً لصحة كربلاء.
- أصبح وزيرا للصحة في حكومة المالكي الاولئ عام 2006.
- ترشح في انتخابات مجلس النواب العراقي عام 2010 عن محافظة كربلاء وفاز باحدى مقاعدها العشرة.
- فاز بمقعد نيابي عن كربلاء في انتخابات عام 2014 للدورة الثانية على التوالي.
- عضو لجنة الصحة والبيئة البرلمانية.
- رئيس لجنة تعزيز العلاقات العراقية البريطانية في البرلمان العراقي.
- عضو جبهة الإصلاح الوطني البرلمانية المعارضة.
- خبير معتمد في الصحة النفسية من قبل منظمة الصحة العالمية (المكتب الإقليمي لشرق المتوسط).

## جوائز
- الفائز بالمدالية الرئاسية الفخرية للكلية الملكية البريطانية عن دوره المتميز في تطوير مجال الصحة النفسية في العراق والعالم العربي ومساهمته اثناء فترته الوزارية في اقرار قوانين تعزز تطور الصحة النفسية في العراق.
- الفائز بجائزة شنغ هاي العالمية لقادة العالم المشرقين والتي سبق للعديد من زعماء العالم الحصول عليها امثال بيل كلينتون والملك عبد الله بن الحسين.
- حاصل على لقب زميل كلية الصحة العامة البريطانية إحدى كليات الكلية الملكية البريطانية للاطباء والجراحين في 2011.
- ترشح عن العراق لرئاسة منظمة اليونسكو للعلوم والتربية عام 2017 ويعد أول شخصية عراقية تترشح لهذا المنصب.

## الحياة الشخصية
متزوج وله 4 أبناء